# Hunters Roma
Gl Hunters Roma sono una squadra di football americano e flag football di Roma. Sono stati fondati nel 1984 e hanno chiuso nel 1988, per poi riaprire nel 2004 come squadra di flag football. Hanno partecipato al campionato di primo livello di football americano nel 1988. Attualmente partecipano al campionato italiano di flag football.

## Dettaglio Stagioni

### Campionato

#### Serie A1
| Stagione | regular season | regular season | regular season | regular season | regular season | regular season | playoff | playoff | playoff | playoff | playoff | playoff   | playoff    |
|          | Vin            | Par            | Per            | Tot            | PF             | PS             | Vin     | Per     | Tot     | PF      | PS      | risultato | avversaria |
| -------- | -------------- | -------------- | -------------- | -------------- | -------------- | -------------- | ------- | ------- | ------- | ------- | ------- | --------- | ---------- |
| 1988     | 2              | 0              | 10             | 12             | 218            | 436            | -       | -       | -       | -       | -       | -         | -          |
| Totale   | 2              | 0              | 10             | 12             | 218            | 436            | -       | -       | -       | -       | -       |           |            |

Fonte: Enciclopedia del Football - A cura di Roberto Mezzetti

#### Serie B
| Stagione | regular season | regular season | regular season | regular season | regular season | regular season | playoff | playoff | playoff | playoff | playoff | playoff     | playoff       |
|          | Vin            | Par            | Per            | Tot            | PF             | PS             | Vin     | Per     | Tot     | PF      | PS      | risultato   | avversaria    |
| -------- | -------------- | -------------- | -------------- | -------------- | -------------- | -------------- | ------- | ------- | ------- | ------- | ------- | ----------- | ------------- |
| 1987     | 8              | 0              | 2              | 10             | 329            | 104            | 2       | 0       | 2       | 41      | 20      | Co-campioni | Crabs Pescara |
| Totale   | 8              | 0              | 2              | 10             | 329            | 104            | 2       | 0       | 2       | 41      | 20      |             |               |

Fonte: Enciclopedia del Football - A cura di Roberto Mezzetti

#### Serie C
| Stagione | regular season | regular season | regular season | regular season | regular season | regular season | playoff | playoff | playoff | playoff | playoff | playoff   | playoff        |
|          | Vin            | Par            | Per            | Tot            | PF             | PS             | Vin     | Per     | Tot     | PF      | PS      | risultato | avversaria     |
| -------- | -------------- | -------------- | -------------- | -------------- | -------------- | -------------- | ------- | ------- | ------- | ------- | ------- | --------- | -------------- |
| 1985     | 3              | 1              | 6              | 10             | 130            | 219            | -       | -       | -       | -       | -       | -         | -              |
| 1986     | 6              | 0              | 0              | 6              | 184            | 37             | 2       | 1       | 3       | 57      | 45      | C-Bowl    | Wasps Vigevano |
| Totale   | 9              | 1              | 6              | 16             | 314            | 256            | 2       | 1       | 3       | 57      | 45      |           |                |

Fonte: Enciclopedia del Football - A cura di Roberto Mezzetti

### Altri tornei

#### Trofeo Roma City
| Stagione | regular season | regular season | regular season | regular season | regular season | regular season | playoff | playoff | playoff | playoff | playoff | playoff   | playoff         |
|          | Vin            | Par            | Per            | Tot            | PF             | PS             | Vin     | Per     | Tot     | PF      | PS      | risultato | avversaria      |
| -------- | -------------- | -------------- | -------------- | -------------- | -------------- | -------------- | ------- | ------- | ------- | ------- | ------- | --------- | --------------- |
| 1985     | -              | -              | -              | -              | -              | -              | 2       | 0       | 2       | 53      | 20      | Campioni  | Apaches Firenze |
| Totale   | -              | -              | -              | -              | -              | -              | 2       | 0       | 2       | 53      | 20      |           |                 |

Fonte: Enciclopedia del Football - A cura di Roberto Mezzetti

### Riepilogo fasi finali disputate
| Anno | Luogo   | Evento           | Fase del torneo       | Incontro                       | Risultato |
| 1985 | Roma    | Trofeo Roma City | Finale                | Hunters Roma - Apaches Firenze | 15 - 6    |
| 1986 | Milano  | C Bowl           | Finale                | Hunters Roma - Wasps Vigevano  | 7 - 23    |
| 1987 | Pescara | Serie B          | Secondo turno playoff | Crabs Pescara – Hunters Roma   | 8 - 21    |